# Język makuva
Język makuva (a. maku’a, makue, makua), także: lóvaia , loikera – słabo poznany język austronezyjski z Timoru Wschodniego. W 2003 r. oszacowano, że biegle posługuje się nim 5 osób.
Jest bliżej spokrewniony z dialektami kawaimina (kairui, waima’a, midiki, naueti) i językami południowo-zachodnich Moluków (jak luang i kisar). Dawniej uważano, że jest to język papuaski, podobnie jak okoliczne języki fataluku, makasai i makalero. Jego związek z innymi językami austronezyjskimi pozostawał niewykazany z uwagi na nietypowe zmiany dźwiękowe, które zatarły ślady pokrewieństwa słownikowego.
Został w znacznej mierze wyparty przez język fataluku, który dominuje w regionie. Przez dłuższy czas uchodził za wymarły. Badania przeprowadzone przez Aone van Engelenhovena ujawniły, że język ten zachował się w charakterze rejestru rytualnego.
Sama nazwa lóvaia wywodzi się z języka fataluku. Wszyscy jego użytkownicy (osoby w podeszłym wieku) komunikują się również w tym języku. Znajomość innych języków (indonezyjskiego, tetum, portugalskiego) nie istnieje bądź jest bardzo ograniczona.